# Grande amore
Grande amore è un singolo del gruppo musicale italiano Il Volo, pubblicato il 12 febbraio 2015 come primo estratto dal secondo EP Sanremo grande amore.
Il brano ha vinto il Festival di Sanremo 2015.

## Descrizione

### Origini
Unico inedito presente nell'EP, il brano è stato composto nel 2003 dal cantante Francesco Boccia e da Ciro "Tommy" Esposito de Il Giardino dei Semplici, con l'idea di farla interpretare da voci liriche. È così stata proposta dallo stesso Boccia alle selezioni del Festival di Sanremo 2005, venendo scartata in quanto ritenuta "troppo vecchia".
Boccia, all'epoca, era conosciuto per essere autore, assieme a Gianfranco Caliendo, del successo mondiale Turuturu.
Accantonata per altri dieci anni è nuovamente vagliata per la sezione Nuove Proposte del Festival di Sanremo 2015 e destinata ad essere interpretata, questa volta, dal duo Operapop, composto da Francesca Carli ed Enrico Giovagnoli. Gli Operapop sono stati però esclusi dalla partecipazione al festival in quanto uno dei componenti, Giovagnoli, aveva già superato 36 anni. Anche Orietta Berti, a cui è stata offerta la possibilità di cantarla e che gradisce molto la canzone, rifiutò poiché non era disponibile a partecipare alla gara canora.
Carlo Conti, direttore artistico nonché conduttore dell'edizione del 2015, dopo aver valutato il brano, consigliò all'editore Pasquale Mammaro, già manager degli Operapop, di assegnarla al trio de Il Volo, che non era riuscito a convincerlo con le proprie proposte musicali; nonostante lo scetticismo il produttore Michele Torpedine accetta finalmente il suggerimento di Conti. La canzone, già impostata per non essere ulteriormente ritoccata, subisce però piccole modifiche volute dai giovani cantanti de Il Volo. Difatti le parole "regina dei giorni miei" diventano "respiro dei giorni miei" e anche "sotto al tuo portone" si trasforma in "senza più timore". Ciò accadde perché il testo della versione originale, che allude alle serenate cantate alle ragazze dagli innamorati napoletani, provocò disagio ai cantanti che per questo si giustificarono attribuendogli un vecchio stile che non sarebbe stato propriamente conforme alla loro giovane età.
Il testo, secondo quanto rivelato dagli stessi autori, non è ispirato da una persona specifica ma tratta di una storia sempre valida come può essere una dichiarazione d'amore.

### Festival di Sanremo 2015
Il brano è stato portato al debutto da Il Volo in occasione della loro partecipazione alla seconda serata del Festival di Sanremo 2015. Con la serata del 14 febbraio il gruppo termina l'avventura sanremese al primo posto, seguito da Nek con il brano Fatti avanti amore e da Malika Ayane con Adesso e qui (nostalgico presente). Riguardo alla vittoria, il gruppo ha affermato:
Dopo la vittoria al Festival, il brano è stato presentato all'Eurovision Song Contest tenutosi a Vienna, classificandosi al terzo posto e vincendo il premio della stampa Marcel Bezençon.

## Video musicale
Il video ufficiale del brano è stato pubblicato sul canale Vevo di YouTube dedicato a Il Volo in data 12 febbraio 2015. Il video del singolo, che raggiunge in circa una settimana la cifra record di più di cinque milioni di visualizzazioni, è diretto dal regista Mauro Russo e vede come protagonisti i tre cantanti del trio, ciascuno con una propria storia ispirata ad un film famoso: Spider-Man per Gianluca Ginoble, Ghost - Fantasma per Ignazio Boschetto e Ritorno al futuro per Piero Barone.

## Tracce
Download digitale
1. Grande amore – 3:46

Download digitale – Eurovision Version
1. Grande amore (Eurovision Version) – 3:01

Download digitale – Spanish Version
1. Grande amore (Spanish Version) – 3:43

CD promozionale (Italia)
1. Grande amore (Esc Version) – 3:01
2. Grande amore (Original Version) – 3:46

## Formazione
Gruppo
- Piero Barone – tenore
- Ignazio Boschetto – tenore
- Gianluca Ginoble – baritono

Altri musicisti
- Mattia Tedesco – chitarra acustica, chitarra elettrica
- Cesare Chiodo – basso
- Paolo Valli – batteria
- Stefano Bussoli – timpano
- Celso Valli – tastiera, pianoforte

## Successo commerciale
Grande amore ha debuttato direttamente in prima posizione nella Top Singoli, mantenendo tale posizione per due settimane e venendo certificato doppio disco di platino dalla FIMI per le oltre 100 000 copie vendute.
Alla terza settimana in classifica, il brano è sceso alla terza posizione, venendo superato da Take Me to Church di Hozier e da Love Me like You Do di Ellie Goulding.

## Classifiche
| Classifica (2015)                 | Posizione massima |
| --------------------------------- | ----------------- |
| Austria                           | 5                 |
| Belgio (Fiandre)                  | 50                |
| Belgio (Vallonia)                 | 42                |
| Finlandia                         | 25                |
| Francia                           | 145               |
| Germania                          | 54                |
| Grecia                            | 1                 |
| Islanda                           | 4                 |
| Italia                            | 1                 |
| Spagna                            | 24                |
| Stati Uniti                       | 188               |
| Stati Uniti (classical crossover) | 1                 |
| Svizzera                          | 19                |